# Rabia Belhaj Ahmed
Rabia Belhaj Ahmed (tiếng Ả Rập: ربيعة بالحاج أحمد) là một vận động viên Paralympian từ Tunisia thi đấu chủ yếu trong các sự kiện T20 và F20.
Năm 2009, Rabia là Giải vô địch thế giới ở nội dung vượt rào 400m và nhảy xa và cô vẫn là chủ nhân của các kỷ lục thế giới IP trong 400 m vượt rào.
Cô dự thi Paralympic mùa hè 2012 tại London, Vương quốc Anh.

## Điền kinh
- Nhảy xa nữ - F20